# Vasculogenesi
La vasculogenesi è un processo che si verifica durante lo sviluppo embrionale, e vede coinvolti i vasi sanguigni. Mentre nell'angiogenesi nuovi vasi sanguigni si formano da quelli preesistenti, la vasculogenesi è la formazione di vasi sanguigni de novo, ovvero senza che ne esistano già di altri.
Le prime isole ematiche dalle quali i vasi originano mediante un processo di vasculogenesi compaiono nel mesoderma che circonda la parete del sacco vitellino alla terza settimana e quindi nel mesoderma della placca laterale. 
I primi vasi si cominciano a sviluppare fuori dall'embrione per poi continuare all'interno di esso. Il processo di formazione ex novo dei vasi intra ed extra embrionali è uguale. Cellule mesodermiche si differenziano in angioblasti che si raggruppano in "isole sanguigne". Gli angioblasti più esterni si differenziano in cellule endoteliali che formano la parete del vaso, quelli più interni si differenziano in eritrociti primari.
Una volta che la vasculogenesi produce un primo abbozzo del vaso, la vascolarizzazione continua per mezzo dell'angiogenesi.
Recentemente, si è capito che la vasculogenesi può verificarsi anche nell'organismo adulto. Sono state identificate in circolo cellule progenitrici endoteliali (derivate da cellule staminali), in grado di contribuire alla neovascolarizzazione, come durante lo sviluppo tumorale, o per il processo di rivascolarizzazione a seguito di un trauma, ad esempio dopo un'ischemia cardiaca.

## Fattori Coinvolti nella Vascuologenesi
La Vasculogenesi è controllata principalmente da tre fattori di crescita:
- FGF richiesto per il differenziamento iniziale delle cellule del Mesoderma Splancnico in angioblasti
- VEGF necessario per la proliferazione e il differenziamento degli angioblasti più esterni a formare l'endotelio
- ANG-1 responsabile dell'interazione tra le cellule endoteliali e i periciti.